# سيمغي (مغنية)
سيمغي سان (بالتركية: Simge Sağın)‏ (مواليد 8 أغسطس 1981) هي مغنية تركية. بدأت في صناعة الأغاني التركية البوب في أوائل العقد الثاني من الألفية، ومع إصدارها لأغنيتها المنفردة "Miş Miş" في عام 2015، أصبحت واحدة من أشهر الفنانات في تركيا.
وُلدت في منطقة شيشلي، إسطنبول، وقررت متابعة مسيرتها الموسيقية وبمساعدة والدها التحقت بمعهد إسطنبول التقني للموسيقى التركية، حيث تلقت التعليم الموسيقي. بعد تخرجها، عملت كعازفة كورال خلفية لعدد من المطربين البوب قبل أن تطلق أول ألبوم لها عام 2011 بعنوان "Yeni Çıktı" بمساعدة إردم كيناي. لم تحقق أول أعمالها النجاح الذي كانت تأمل فيه، وجاءت نقطة انطلاقتها الرئيسية بعد أربع سنوات مع أغنيتها المنفردة "Miş Miş"، التي تصدرت قائمة أفضل 20 أغنية تركية لأربعة أسابيع. بعد إصدار أغنيتي "Yankı" و"Ben Bazen"، استمر اسمها في الظهور بين المراكز الثلاثة الأولى في قوائم الموسيقى، وأصبحت أغنيتها "Öpücem" من الأغاني التي تصدرت المراتب الأولى في تركيا. أصدرت ألبومها الاستوديو الأول "Ben Bazen" في عام 2018، وحازت على إشادة من النقاد الموسيقيين لتنوعها الموسيقي.
تأثرت سيمغي بموسيقى سيزين آكسو، وعادة ما تطلق أغاني بوب راقصة. ومنذ عام 2015، كانت أغانيها من بين الأكثر استماعاً في البرامج الإذاعية والتلفزيونية التركية، وفي عام 2018 أصبحت ثاني فنانة تركية تحصل على أكبر عدد من الاستماعات في البلاد. فازت بثلاث جوائز "الفراشة الذهبية" وجائزتين من "جوائز راديو بوغازيجي" وحصلت على العديد من الترشيحات الأخرى.
- سيمغي على موقع IMDb (الإنجليزية)
- سيمغي على موقع ميوزك برينز (الإنجليزية)
- سيمغي على موقع أول ميوزيك (الإنجليزية)
- سيمغي على موقع ديسكوغز (الإنجليزية)

1. ↑  "Simge Sağın kimdir?". karar.com. مؤرشف من الأصل في 2023-11-25.
2. ↑   https://www.cumhuriyet.com.tr/haber/15-yil-sonra-mezun-olan-simge-sagin-hastanelik-oldu-1868106. {{استشهاد ويب}}: |url= بحاجة لعنوان (مساعدة) والوسيط |title= غير موجود أو فارغ (من ويكي بيانات) (مساعدة)